# Мрзляки
45°31′ пн. ш. 15°19′ сх. д. / 45.52° пн. ш. 15.31° сх. д.
Мрзляки (хорв. Mrzljaki) — населений пункт у Хорватії, у Карловацькій жупанії у складі громади Нетретич.

## Населення
Населення за даними перепису 2011 року становило 17 осіб.
Динаміка чисельності населення поселення: